# Ludmilla Dabo
Pour les articles homonymes, voir Dabo (homonymie).
Œuvres principales
Portrait de Ludmilla en Nina Simone
Jaz
Une femme se déplace
My body is a cage
Ce n'est qu'une histoire de balances
Ludmilla Dabo est une comédienne, chanteuse et metteuse en scène française.

## Biographie

### Jeunesse et formation
Ludmilla Dabo naît d'un père sénégalais et d'une mère camerounaise. Elle grandit à Paris. En 2004 elle entre au Conservatoire du 10e arrondissement  où elle suit notamment des cours de chant lyrique, puis continue au conservatoire du 5e arrondissement. De 2007 à 2010, elle intègre le Conservatoire national supérieur d'art dramatique où elle a pour professeurs Nicolas Lormeau, Dominique Valadié, Alain Françon. « La question de mon identité noire, elle ne s’est jamais posée, observe-t-elle. Au lycée, en option théâtre, je jouais de tout, comme les autres : du Molière, du Corneille ou du Ionesco. C’est quand je suis arrivée au Conservatoire national d’art dramatique que j’ai été confrontée au fait que la couleur de peau fasse sens ».

### Carrière
Ludmilla Dabo commence sa carrière dans Le Système Ribadier de Georges Feydeau, Retour à Argos d'après Eschyle, La Mégère apprivoisée d'après William Shakespeare, Médée de Pierre Corneille, Détails de Lars Norén... En 2011, avec la comédienne Nadine Baier elle joue et met en scène Misterioso – 119 de Koffi Kwahulé qui a pour sujet l'univers carcéral féminin.
En 2017, Ludmilla Dabo continue d'explorer des pièces contemporaines comme Harlem quartet d'après le roman Just Above My Head de James Baldwin, mis en scène par Élise Vigier à la Maison des Arts de Créteil, sur la vie d'un chanteur de gospel dans les années 1950-1970. Elle devient comédienne et chanteuse dans Jaz de Koffi Kwahulé, mis en scène par Alexandre Zeff au Festival Off d'Avignon qui a pour thème le viol. Accompagnée de quatre musiciens, l'actrice alterne chant et monologue et « livre une belle performance : de la distance de la chanteuse de jazz et de la narratrice à la prise en charge du « je », elle se met littéralement à nu pour raconter et incarner ce qui ressemble à – et ce qui est- une tragédie du fait divers »,.

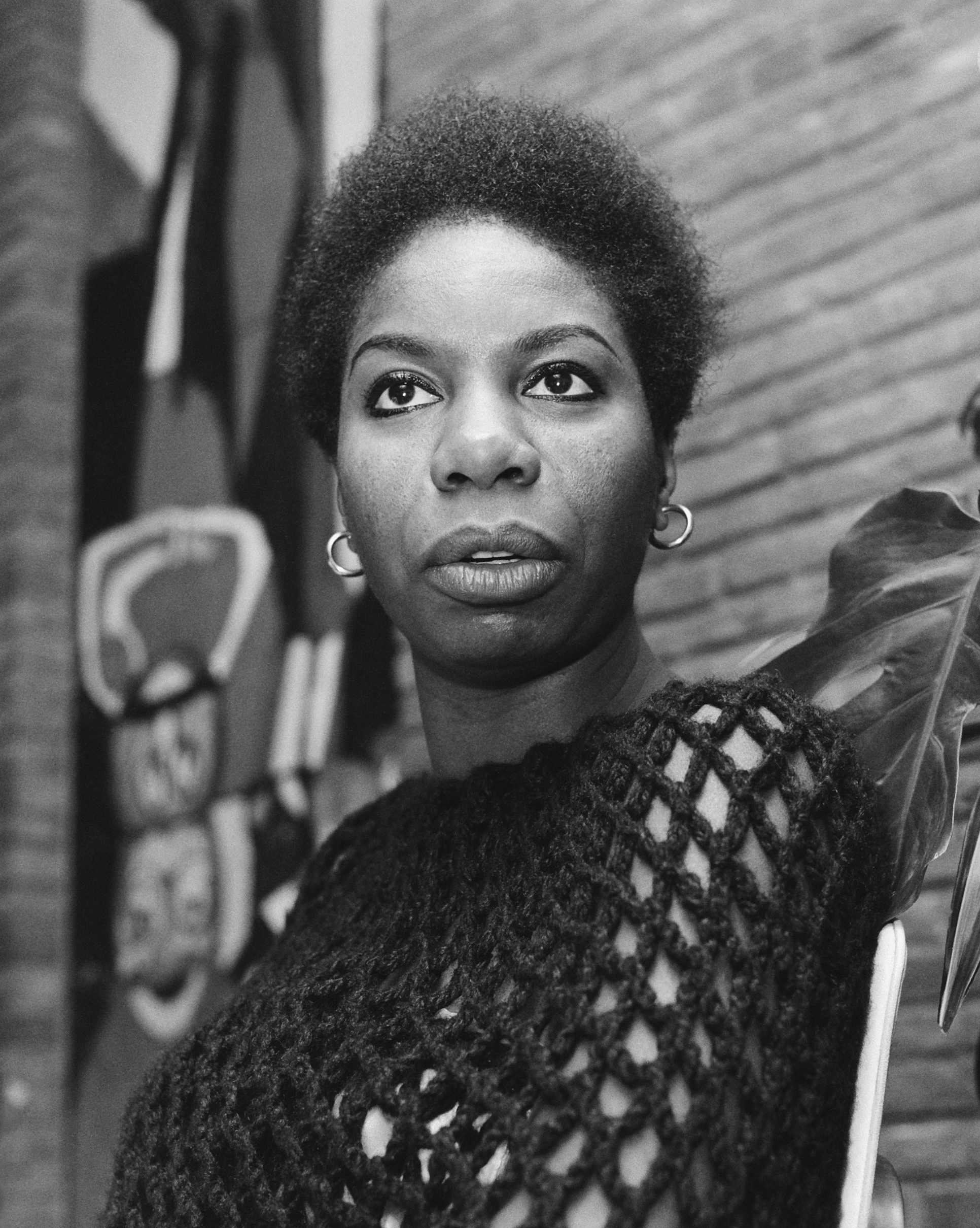
Nina Simone

Elle incarne ensuite Nina Simone dans Portrait de Ludmilla en Nina Simone écrit et mis en scène par David Lescot au Théâtre de la Ville. Sa mère lui ayant fait découvrir la chanteuse dans son enfance, Ludmilla Dabo écrit déjà un spectacle sur la chanteuse au Conservatoire. « Pour Ludmilla Dabo, c’est une partition magnifique, que l’actrice-chanteuse endosse avec un talent éclatant. Présence scénique fracassante, voix puissante et profonde, féminité, sensualité » (Le Monde),.
En 2019, David Lescot lui propose un nouveau rôle : celui de Georgia dans la comédie musicale Une femme se déplace au Théâtre de la Ville où à la suite d'un court-circuit électrique l'héroïne retourne dans le passé,. Le rôle lui vaut le prix de la meilleure comédienne du Syndicat de la critique en 2020.
En 2021, Ludmilla Dabo écrit et met en scène son premier spectacle, My Body Is a Cage au Théâtre de la Tempête. Entourée de quatre comédiennes elle « crée un cabaret des fragilités. Entre théâtre, concert et music-hall, une réflexion sur l’état de fatigue »,,.
En 2022 au Festival d'Avignon, la comédienne présente un deuxième spectacle, Ce n'est qu'une histoire de balances et Anaïs Nin au miroir d’Agnès Desarthe, d'après Anaïs Nin, Élise Vigier met en scène une troupe de théâtre qui répète un cabaret autour de la vie d'Anaïs Nin,,.

## Théâtre

### Comédienne
- 2011 : L'Homme inutile ou la Conspiration des sentiments d’Iouri Olecha, mise en scène Bernard Sobel, Théâtre de la Colline
- 2011 : Misterioso-119 de Koffi Kwahulé, mise en scène Ludmilla Dabo et Nadine Baier, Théâtre du JTN de Paris
- 2012 : Le Système Ribadier de Georges Feydeau, mise en scène Jean-Philippe Vidal, Théâtre de l'Ouest parisien, tournée
- 2012 : Tohu-Bohu provisoire de Joelle Rouland, mise en scène Saturnin Barré Giboulée, CDN d'Auxerre
- 2013 : Retour à Argos d'après Eschyle, mise en scène Irène Bonnaud, Théâtre du Nord, tournée
- 2013 : Afropéennes de Léonora Miano, mise en scène Eva Doumbia, Festival d'Avignon
- 2014 : Détails de Lars Norén, mise en scène Lena Paugam, Théâtre 95
- 2015 : La Mégère apprivoisée d'après William Shakespeare, mise en scène Mélanie Leray, Théâtre de la Ville, tournée
- 2016 : Médée de Pierre Corneille, mise en scène Nicolas Candoni, Studio-Théâtre d'Asnières-sur-Seine
- 2016 : Le Projet Apocalyptique de et mise en scène Simon Gauchet, Théâtre du Vieux Saint-Étienne
- 2017 : Harlem quartet, d’après Just above my head de James Baldwin, adaptation et mise en scène Élise Vigier, Maison des Arts de Créteil, tournée
- 2017 : Sombre rivière de et mise en scène Lazare, Théâtre National de Strasbourg, tournée
- 2017 : Jaz de Koffi Kwahulé, mise en scène Alexandre Zeff, Festival Off d'Avignon, tournée
- 2017 : Portrait de Ludmilla en Nina Simone de et mise en scène David Lescot, Théâtre de la Ville, tournée
- 2017 : Écrits pour la parole de Léonora Miano, mise en scène Eva Doumbia, Festival Off d'Avignon
- 2019 : Une femme se déplace de et mise en scène David Lescot, Théâtre de la Ville, tournée
- 2020 : 30 nuances de noir(es). Parade chorégraphique et musicale, chorégraphie Sandra Sainte Rose Fanchine, tournée
- 2021 : My body is a cage de et mise en scène Ludmilla Dabo,  Théâtre de la Tempête, tournée
- 2022 : Anaïs Nin au miroir d’Agnès Desarthe, d'après Anaïs Nin, mise en scène Élise Vigier, Festival d'Avignon, tournée
- 2022 : Ce n'est qu'une histoire de balances de et mise en scène Ludmilla Dabo, Festival d'Avignon
- 2023 : Les Représentants de Vincent Farasse, mise en scène Didier Girauldon et Constance Larrieu, tournée
- 2023 : La Force qui ravage tout de et mise en scène David Lescot, Théâtre de la Ville, tournée

### Metteur en scène
- 2011 : Misterioso-119 de Koffi Kwahulé, mise en scène avec Nadine Baier, Théâtre du JTN de Paris
- 2021 : My body is a cage de Ludmilla Dabo, Théâtre de la Tempête, tournée
- 2022 : Ce n'est qu'une histoire de balances Ludmilla Dabo, Festival d'Avignon

## Filmographie
- 2017 : Jeune Femme de Léonor Serraille
- 2017 : Louis(e), série télévisée
- 2024 : Après la nuit, série télévisée

## Doublage
- 2024 : Sans un bruit : Jour 1 : Samira « Sam » (Lupita Nyong'o)
- 2024 : Ellian et le Sortilège : la ministre Nazara Prone[n 1]
- 2025 : La Résidence : Cordelia Cupp (Uzo Aduba) (mini-série)

## Distinction
- Prix de la meilleure comédienne du Syndicat de la critique 2020 pour Une femme se déplace.